# Alexandre Cebrian Valente
Alexandre Cebrian Valente (* 1968 in Lissabon) ist ein portugiesischer Film- und Fernsehproduzent und Film- und Fernsehregisseur.

## Leben
Valente arbeitete ab den frühen 1990er Jahren zunächst in der Produktion von Werbefilmen, bevor er für Filmproduktionen des portugiesischen Kinos (u. a. für Manoel de Oliveira und Pedro Costa) und für zwei der wichtigsten portugiesischen Fernsehsender arbeitete, für den öffentlich-rechtlichen Sender RTP und den Privatsender SIC. Bei der SIC wurde er danach Leiter der Fernsehfilm-Abteilung SIC Filmes.
2004 gründete er seine eigene Filmproduktionsgesellschaft Utopia Filmes. 2005 gelang ihm mit der Literaturverfilmung O Crime do Padre Amaro ein großer Publikumserfolg, und der Film wurde der erfolgreichste portugiesische Kinofilm seit Beginn der öffentlich geführten Box-Office-Zahlen 2004. Es folgten weitere erfolgreiche Projekte für Fernsehen und Kino, darunter Corrupção (2007), bei dem es jedoch zwischen Produzent und Regisseur zu so unterschiedlichen Vorstellungen vom abschließenden Schnitt kam, dass Regisseur João Botelho nicht für den Film verantwortlich zeichnen wollte und das Werk ohne Angabe eine Regisseurs erschien.
2006 wurde er vom portugiesischen Filminstitut ICAM (heute ICA) für die Initiative Producers on the Move der European Film Promotion nominiert.
Valentes erste eigene Regiearbeit, der selbst produzierte Second Life (2009), wurde ebenfalls ein Erfolg. Er produzierte auch Videoclips und längere Videos für Musiker wie Rodrigo Leão, Carlos Barretto und Expensive Soul. Seine wichtigste Tätigkeit blieb jedoch seine Arbeit für Fernsehproduktionen.

## Filmografie

### Regie
- 2009: Second Life auch Produzent
- 2011: Novo Nascimento (Kurzfilm) auch Produzent
- 2011: Carlos Barreto Lokomotiv - 15 Anos Celebração auch Produzent
- 2011: Daimon (Kurzfilm) auch Produzent
- 2013: Cupido, Videoclip des Stücks der Gruppe Expensive Soul auch Produzent
- 2014: Eclipse em Portugal auch Produzent

### Produktion
- 2001: Programa da Maria (Fernsehserie)
- 2001–2002: Paraíso Filmes (Fernsehserie)
- 2002: Pulsação Zero (Fernsehfilm, ausführender Produzent); Regie: Fernando Fragata
- 2005: O Crime do Padre Amaro; Regie: Carlos Coelho da Silva
- 2006: Regresso a Casa (Fernsehfilm); Regie: João Maia
- 2006: Espírito de Natal (Fernsehfilm); Regie: Vítor Candeias
- 2006: O Buraco (Fernsehfilm); Regie: Miguel Gaudêncio
- 2006: Avé Maria (Fernsehfilm); Regie: João Botelho
- 2006: Glória (Fernsehfilm); Regie: José Nascimento
- 2006: Night Shop (Fernsehfilm); Regie: João Constâncio
- 2007: Tebas; Regie: Rodrigo Areias (assoziierter Produzent)
- 2007: Corrupção (Regie: João Botelho, nicht von ihm gezeichnet)
- 2007: Beija-me (Kurzfilm); Regie: Aurélio Vasquez
- 2008: Same Room, Same Time (Kurzfilm); Regie: Miguel Gaudêncio
- 2008: Aqua (Kurzfilm); Regie: Leonardo António
- 2009: Second Life auch Regie
- 2011: Novo Nascimento (Kurzfilm) auch Regie
- 2011: A Montanha Mágica; Regie: Leonardo António (Video zu Rodrigo Leãos DVD-Beilage zum Album A Montanha Mágica)
- 2011: Carlos Barreto Lokomotiv - 15 Anos Celebração (Video zu Carlos Barrettos Projekt)
- 2011: Daimon (Kurzfilm) auch Regie
- 2013: Cupido, Videoclip des Stücks der Gruppe Expensive Soul auch Regie
- 2014: Eclipse em Portugal auch Regie